# Carl-Bernhard von Heusinger
Carl-Bernhard von Heusinger (* 8. Oktober 1968 in Bremen) ist ein deutscher Rechtsanwalt, Politiker (Bündnis 90/Die Grünen) und Abgeordneter im Landtag Rheinland-Pfalz.

## Leben
Carl-Bernhard von Heusinger studierte nach dem Abitur am Lessinggymnasium in Braunschweig 1990 und anschließendem Zivildienst Rechtswissenschaften in Kiel von 1991 bis 1995. Nach dem Referendariat erhielt er 1998 seine Anwaltszulassung. Er war ab 2005 in einer eigenen Kanzlei mit einem Partner, seit 2020 als Einzelanwalt tätig.

## Politik
Heusinger hat seit 2019 ein Stadtratsmandat in Koblenz inne und war dort von 2019 bis 2021 Fraktionsvorsitzender. Bei der Landtagswahl in Rheinland-Pfalz am 14. März 2021 erhielt er ein Abgeordnetenmandat über die Liste.